# Marie Risby
Lillemor Marie Risby z d. Johansson (ur. 20 kwietnia 1955 w Ludvice) – szwedzka biegaczka narciarska, zawodniczka klubu Ludvika FFI.

## Kariera
W Pucharze Świata zadebiutowała 8 stycznia 1983 roku w Klingenthal, zajmując drugie miejsce w biegu na 10 km. Tym samym nie tylko zdobyła pierwsze pucharowe punkty, ale też od razu stanęła na podium. W zawodach tych rozdzieliła Norweżkę Brit Pettersen i Blankę Paulů z Czechosłowacji. W kolejnych startach jeszcze trzy razy plasowała się w najlepszej trójce: 25 lutego 1984 roku w Falun była druga w tej konkurencji, 3 marca 1984 roku w Lahti była trzecia na 5 km, a 2 marca 1985 roku w tej miejscowości odniosła swoje jedyne pucharowe zwycięstwo, wygrywając rywalizację na 10 km. Najlepsze wyniki osiągnęła w sezonie 1983/1984, kiedy zajęła szóste miejsce w klasyfikacji generalnej.
W 1976 roku wzięła udział w igrzyskach olimpijskich w Innsbrucku, gdzie była czwarta w sztafecie, a w biegu na 10 km zajęła 21. miejsce. Na rozgrywanych cztery lata później igrzyskach w Lake Placid była szósta w sztafecie, jedenasta w biegu na 5 km i piętnasta w biegu na 10 km. Brała też udział w igrzyskach olimpijskich w Sarajewie w 1984 roku, gdzie jej najlepszym wynikiem było czwarte miejsce w biegu na 5 km. Walkę o medal przegrała tam z Květą Jeriovą z Czechosłowacji o 8 sekund. Była tam też piąta w sztafecie i biegu na 20 km oraz szósta w biegu na 10 km. Wystąpiła również na mistrzostwach świata w Seefeld w 1985 roku, zajmując siódme miejsce w sztafecie, szóste w biegu na 20 km oraz dziesiąte w biegu na 10 km.

## Osiągnięcia

### Igrzyska olimpijskie
| Miejsce | Dzień     | Rok  | Miejscowość | Konkurencja             | Czas biegu | Strata   | Zwyciężczyni           |
| ------- | --------- | ---- | ----------- | ----------------------- | ---------- | -------- | ---------------------- |
| 21.     | 10 lutego | 1976 | Innsbruck   | 10 km stylem klasycznym | 30:13,41   | +2:19,80 | Raisa Smietanina       |
| 4.      | 12 lutego | 1976 | Innsbruck   | Sztafeta 4 × 5 km       | 1:07:49,75 | +2:24,93 | ZSRR                   |
| 11.     | 15 lutego | 1980 | Lake Placid | 5 km stylem klasycznym  | 15:06,92   | +40,30   | Raisa Smietanina       |
| 15.     | 18 lutego | 1980 | Lake Placid | 10 km stylem klasycznym | 30:31,54   | +1:17,03 | Barbara Petzold        |
| 6.      | 21 lutego | 1980 | Lake Placid | Sztafeta 4 × 5 km       | 1:02:11,10 | +3:05,22 | NRD                    |
| 6.      | 9 lutego  | 1984 | Sarajewo    | 10 km stylem klasycznym | 31:44,2    | +50,4    | Marja-Liisa Hämälainen |
| 4.      | 12 lutego | 1984 | Sarajewo    | 5 km stylem klasycznym  | 17:04,0    | +22,3    | Marja-Liisa Hämälainen |
| 5.      | 15 lutego | 1984 | Sarajewo    | Sztafeta 4 × 5 km       | 1:06:49,7  | +2:40,3  | Norwegia               |
| 5.      | 18 lutego | 1984 | Sarajewo    | 20 km stylem klasycznym | 1:01:45,0  | +1:46,8  | Marja-Lisa Hämälainen  |

### Mistrzostwa świata
| Miejsce | Dzień       | Rok  | Miejscowość | Konkurencja             | Czas biegu | Strata   | Zwyciężczyni            |
| ------- | ----------- | ---- | ----------- | ----------------------- | ---------- | -------- | ----------------------- |
| 21.     | 18 lutego   | 1978 | Lahti       | 10 km stylem klasycznym | 37:01,72   | +2:18,10 | Zinaida Amosowa         |
| 4.      | 22 lutego   | 1978 | Lahti       | Sztafeta 4 × 5 km       | 1:13:25,08 | +1:31,07 | Finlandia               |
| 17.     | 25 lutego   | 1978 | Lahti       | 20 km stylem klasycznym | 1:13:00,85 | +4:33,21 | Zinaida Amosowa         |
| 10.     | 19 stycznia | 1985 | Seefeld     | 10 km stylem dowolnym   | 30:54,8    | +1:08,8  | Anette Bøe              |
| 7.      | 23 stycznia | 1985 | Seefeld     | Sztafeta 4 × 5 km       | 1:04:50,1  | +4:33,1  | ZSRR                    |
| 6.      | 26 stycznia | 1985 | Seefeld     | 20 km stylem klasycznym | 59:19,1    | +1:21,5  | Grete Ingeborg Nykkelmo |

### Puchar Świata
W sezonach 1973/1974 - 1980/1981 Puchar Świata rozgrywany był nieoficjalnie.

#### Miejsca w klasyfikacji generalnej
- sezon 1978/1979: ?
- sezon 1982/1983: 10.
- sezon 1983/1984: 6.
- sezon 1984/1985: 8.

#### Miejsca na podium
| Nr | Dzień      | Rok  | Miejscowość | Konkurencja             | Czas biegu | Miejsce | Strata | Zwyciężczyni        |
| -- | ---------- | ---- | ----------- | ----------------------- | ---------- | ------- | ------ | ------------------- |
| 1. | 20 grudnia | 1978 | Telemark    | 5 km                    | ?          | 2.      | ?      | Alison Owen-Spencer |
| 2. | 8 stycznia | 1983 | Klingenthal | 10 km stylem klasycznym | ?          | 2.      | ?      | Brit Pettersen      |
| 3. | 25 lutego  | 1984 | Falun       | 10 km stylem klasycznym | ?          | 2.      | ?      | Raisa Smietanina    |
| 4. | 3 marca    | 1984 | Lahti       | 5 km stylem klasycznym  | 19:07,9    | 3.      | +10,6  | Berit Aunli         |
| 5. | 2 marca    | 1985 | Lahti       | 10 km stylem klasycznym | 19:16,3    | 1.      | -      | -                   |